# Moutazijn

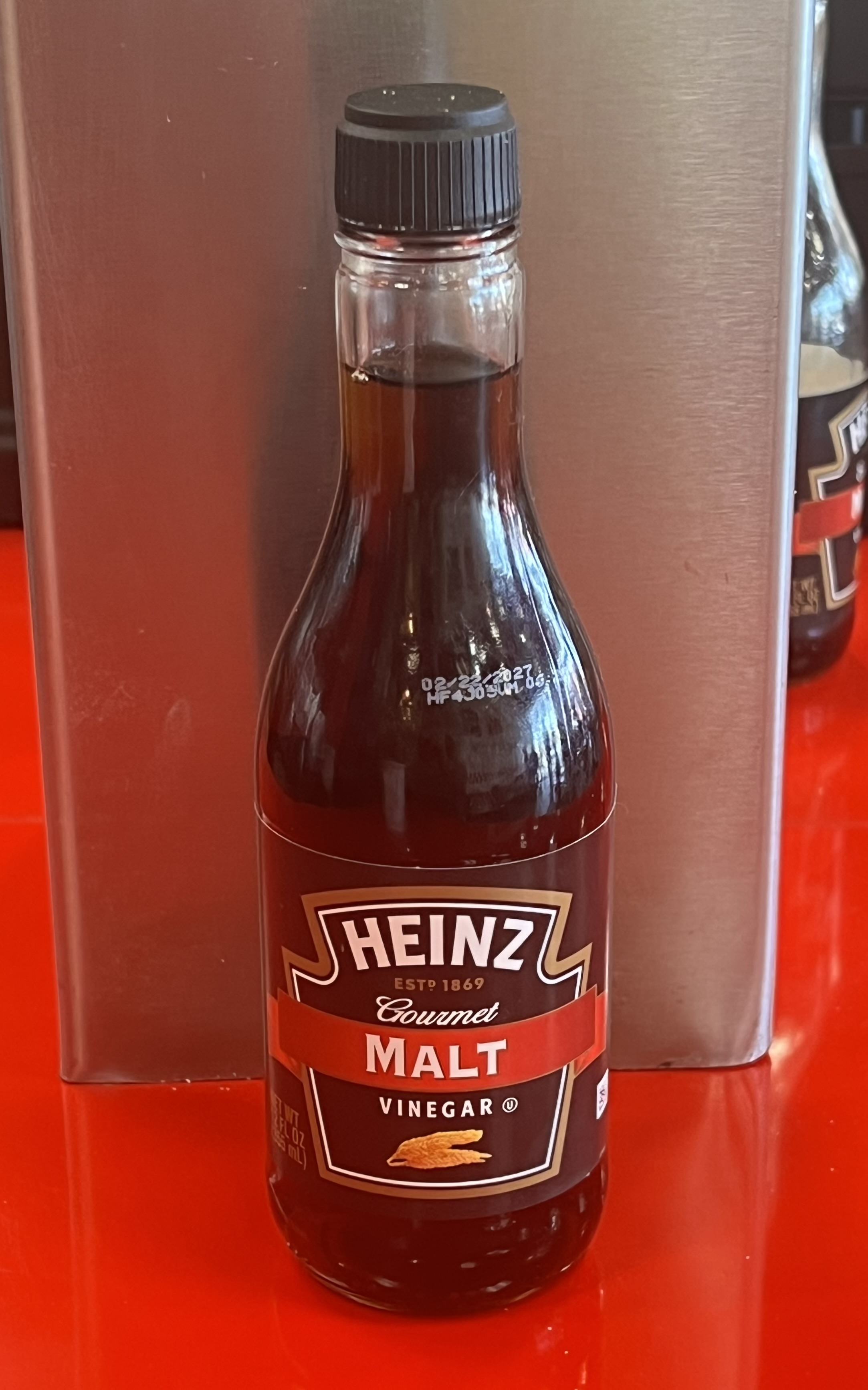
Moutazijn

Moutazijn of malt vinegar (En) is een azijnsoort die uitsluitend wordt bereid uit de alcoholhoudende most, die door fermentatie van gerst of mout is ontstaan. Deze basis voor de azijn heeft al een bruine kleur. Na de omzetting van de alcohol door azijnzuurbacteriën door blootstelling aan lucht (zuurstof), rijpt de azijn in houten vaten. Hierdoor krijgt de azijn zijn typische diep donkerbruine kleur en aroma.
De oorsprong ligt in Engeland, waar pure gerst niet alleen gefermenteerd werd voor de bierproductie, maar uit de most ook de alcohol werd gedestilleerd voor de sterke drank.
Wat balsamicoazijn is voor de Italianen, is malt vinegar voor de Engelsen.
Naast dat het gebruikt wordt in chutneys, is het onlosmakelijk verbonden met de fish and chips, waarbij het over de friet gesprenkeld wordt.
Ook bestaan er varianten waarbij de moutazijn gemengd wordt met vruchtenazijn.